# Joanis Charalambopulos
Joanis Charalambopulos, gr. Ιωάννης Χαραλαμπόπουλος (ur. 10 lutego 1919 w Psari, zm. 16 października 2014) – grecki polityk, wojskowy i inżynier, parlamentarzysta krajowy i eurodeputowany, minister spraw zagranicznych (1981–1985) i obrony (1986–1989), wicepremier (1985–1988).

## Życiorys
Pochodził z rodziny o tradycjach żołnierskich. Do 1939 kształcił się w zakresie inżynierii mechanicznej na akademii wojskowej, otrzymując stopień oficera. W czasie II wojny światowej służył jako dowódca batalionu piechoty podczas wojny grecko-włoskiej i kampanii śródziemnomorskiej (w tym na Bliskim Wschodzie i w Afryce). Po wojnie kształcił się na Royal Military Academy w ramach Woolwich Polytechnic, gdzie otrzymał dyplom inżyniera. Następnie pracował jako inżynier i awansował w strukturach armii, został doradcą w ministerstwie koordynacji oraz wykładowcą w akademii wojskowej Ewelpidon. Z wojska odszedł w 1963 w stopniu pułkownika.
W 1963 i 1964 wybierany do Parlamentu Hellenów z listy Unii Centrum. W okresie junty czarnych pułkowników zaangażował się w opór przeciw niej; został liderem ruchu EKDA, a w 1971 przywódcą Panhelleńskiego Ruchu Wyzwolenia. W 1967 uwięziony na wyspie Siros, następnie od 1968 do 1971 ponownie uwięziony i wygnany. W 1974 po strajkach studenckich zatrzymany i torturowany na wyspie Jaros.
W 1974 był jednym z założycieli Ogólnogreckiego Ruchu Socjalistycznego, od 1974 do 1985 zasiadał w jego biurze wykonawczym. W latach 1974–2000 nieprzerwanie zasiadał w Parlamencie Hellenów z okręgu Ateny B. Od 1 stycznia do 18 października 1981 wykonywał mandat posła do Parlamentu Europejskiego w ramach delegacji krajowej. Przystąpił do Grupy Socjalistów, należał do Komisji ds. Kwestii Politycznych oraz Komisji ds. Rolnictwa. Następnie w rządach Andreasa Papandreu pełnił funkcje ministra spraw zagranicznych (od 21 października 1981 do 5 czerwca 1985) i obrony (od 25 kwietnia 1986 do 2 lipca 1989), a od 26 lipca 1985 do 18 listopada 1988 pozostawał wicepremierem (w tym od 1987 pierwszym). W późniejszych latach odsunięty na boczny tor, w 1996 ubiegał się o fotel szefa PASOK, przegrywając z Kostasem Simitisem.
Był żonaty z Agą, działaczką Greckiej Unii Kobiet. Mieli dwóch synów, w tym parlamentarzystę Ernestosa. Wyróżniono go Krzyżem Wielkim Orderem Honoru oraz Odznaką Honorową za Zasługi dla Republiki Austrii (1983).